# Plebiscyt Przeglądu Sportowego 1927
2. Plebiscyt Przeglądu Sportowego na najlepszego sportowca Polski zorganizowano w 1927 roku.

## Wyniki
1. Halina Konopacka - lekkoatletyka (4325 głosów)
2. Karol Rómmel - jeździectwo (3811)
3. Stefan Kostrzewski - lekkoatletyka (3684)
4. Tadeusz Adamowski - hokej na lodzie (3083)
5. Alfred Freyer - lekkoatletyka (3019)
6. Bronisław Czech - narciarstwo (2956)
7. Janina Loteczkowa - narciarstwo, tenis (2914)
8. Edward Kleinadel - tenis (2738)
9. Władysław Dobrowolski - szermierka, lekkoatletyka (2304)
10. Wacław Kuchar - piłka nożna (2216)